# جفر طيور
 جفر طیور  بالفارسية  جفر طیور  قرية صغيرة تتبع بلدة شيبكوه (بالفارسية: بخش شيبكوه ) من توابع مدينة لنجة وتقع في محافظة هرمزگان في جنوب إيران. تقع القرية على مسافت أربعة كيلومترات في الشمال الغربي لقرية عرمکي. كذلك تسمى القرية باسم (بوطيور) أيضاً.

## حدود قرية جفر طیور
حدود قرية جفر طیور، من الشمال: قرية عرمکي، ومن الجنوب قرية مکاحیل، ومن الغرب قرية جزه، ومن جهة الشرق تنتهي بقرية جیرو.

## السكان
يبلغ عدد سكان هذه القرية حسب تعداد السكان لعام 2006 للميلاد، (40) نسمه من أهل السنة والجماعة وعلى المذهب الشافعي. يتكلون العربية، مسجد، ومدرسة، وعيادة صحية صغيرة، وشبكة الكهرباء والماء وبركتان لحفظ مياه الأمطار ، يمتهنون بصيد الأسماك والزراعة، وتربية المواشي والأغنام.